# Абсолютный слух
Абсолю́тный слух — способность достаточно точно помнить высоту звука, позволяющая носителю определять и называть любые услышанные ноты без предварительного прослушивания заранее известных звуков. Эта способность может формироваться в раннем детстве и зачастую считается врождённой, а во взрослом возрасте её приобретение крайне затруднительно. Абсолютный слух полезен для музыкальной деятельности, но, вопреки бытующему мнению, не приносит своему обладателю радикальных преимуществ. Его развитие не входит в обязательную программу подготовки музыканта, в отличие от более важного относительного слуха.
Среди европейцев абсолютным слухом обладает лишь один человек примерно из десяти тысяч, то есть это довольно редкая способность. Точные статистические данные не собраны ввиду отсутствия регламентированной процедуры диагностики и, соответственно, некоторой расплывчатости трактовки самого понятия «абсолютный слух».
В отрыве от своего прямого смысла, словосочетание «абсолютный слух» иногда используется как символ чего-то яркого, особенного в сфере акустического восприятия: например, так были названы цикл телепередач о музыке и видных музыкантах, беседа с суперчувствительным к слабым звукам персонажем-подводником, фильм о ставших глухими на пике карьеры людях и возможностях их излечения.

## Проявления абсолютного слуха
Традиционной демонстрацией абсолютного слуха является ситуация, когда испытуемый, отвернувшись от рояля, называет сыгранные кем-то другим ноты, не слыша перед этим никаких «опорных» звуков. Предполагается, что наименования клавиш рояля человек знает. Ноты — или, в порядке усложнения задания, несколько нот сразу — могут быть также сыграны на скрипке, гитаре и других инструментах. По ходу испытания ни корректировки, ни подтверждения правильности нежелательны, так как они могут служить подстройкой и влиять на объективность дальнейшей проверки.
Для определения нот обладателю абсолютного слуха хватает нескольких десятых долей секунды, сила звука не принципиальна. Без абсолютного слуха такое определение невозможно.
Другими проявлениями абсолютного слуха выступают умение распознать тональность исполненного, например, по радио, фрагмента музыкального произведения, определить высоту звучания сигналов, сирен, звона бокалов, способность спеть произвольную ноту или мелодию в предписанной тональности без аккомпанемента, готовность назвать примерное значение частоты немузыкального звука в пределах звуковой зоны. Обладатель абсолютного слуха не обязательно может выполнить все подобные задания. Особенно редким умением — именуемым «активным абсолютным слухом» — является указанная способность спеть.
У обладателей абсолютного слуха встречаются ошибки определения нот. При этом те, кто крайне редко ошибается на полутон или целый тон, часто не могут идентифицировать октаву — то есть называют высотный класс (например, «до» или «си-бемоль») без привязки к регистру.
Косвенно о наличии абсолютного слуха свидетельствует способность долго удерживать в памяти высоту звуков. Например, человеку дважды, через некоторую паузу, дают прослушать мелодию или аккорд, которые во второй раз могут быть смещены по высоте (транспонированы), и задаётся вопрос об одинаковости прозвучавшего — при абсолютном слухе идентичность будет констатирована только при отсутствии смещения. Такой подход положен в основу ряда тестов для лиц, не знающих нот.

## Количественные критерии абсолютного слуха
По сути, абсолютный слух представляет собой способность человека помнить абсолютную шкалу высот звуков и достаточно точно определять высоту любого услышанного звука путём его мысленного сравнения с этой шкалой, не прибегая при этом к прослушиванию других звуков заведомо известной высоты.
Количественным критерием наличия у человека абсолютного слуха является умение узнавать любую сыгранную ноту стандартного 12-полутонового октавного звукоряда равномерно темперированного строя. В рамках этого строя частота основной гармоники каждой ноты составляет {\displaystyle f=f_{0}\cdot 2^{N/12}}, где {\displaystyle f_{0}=440} Герц — частота ноты «ля» первой октавы («камертон»), а {\displaystyle N} — число полутонов между указанным «ля» и звучащей нотой ({\displaystyle N>0} для более высоких нот и {\displaystyle N<0} для более низких; {\displaystyle 2^{1/12}\approx 1.059463}). Обычно область частот в пределах плюс-минус 1/8 тона (то есть от {\displaystyle 2^{-1/48}f} до {\displaystyle 2^{1/48}f}) воспринимается как звук одного и того же названия. Отсюда можно оценить необходимую степень «дробности» распознавания. Точность определения частоты звука у всех людей, в том числе подпадающих под определение носителей абсолютного слуха, варьируется. Обычно эта точность хуже в крайних регистрах.
Способность помнить звучание нот может зависеть от тембра. С точки зрения физики, под тембром понимаются распределения интенсивности по обертонам: кроме частоты {\displaystyle f}, любая нота даёт обертоны с частотами {\displaystyle 2f}, {\displaystyle 3f} и далее; эти распределения различны для разных музыкальных инструментов. Уширение линий акустического спектра для разных инструментов также неодинаково. Возможна ситуация, когда человек определяет звуки, создаваемые какой-то группой инструментов (среди них обычно фортепиано), но не способен этого сделать для других источников звука. Затруднения часто имеют место для голосов, монохордов и непривычных тембров.
Чтобы говорить о наличии у человека абсолютного слуха, количественный критерий должен быть выполнен хотя бы применительно к одному инструменту и хотя бы в некотором диапазоне шириной как минимум в октаву (сдвигу на октаву математически отвечает {\displaystyle N=\pm 12}, то есть изменение частоты в 2 раза).

## Исторические аспекты
Умение распознавать высоту музыкальных звуков вызывало интерес ещё в древние времена. Однако рассуждать об абсолютном слухе как о конкретной способности имеет смысл, только если существуют некие эталоны частот, с которыми сравниваются прослушиваемые звуки. Такие эталоны стали появляться в XVII веке.
В XVII—XIX столетиях была распространена более низкая, нежели сегодня, настройка (камертоны 392, 415, 430 Гц и др.), а характер звучания интервалов на клавишном инструменте, кроме октавы, мог отличаться от современного. В принципе, применительно к тем эпохам, носителем абсолютного слуха логично считать человека, обладавшего памятью на высоту отдельных нот в рамках принятого тогда и там, где он жил, музыкального строя. Подобной способностью обладал, например, В. А. Моцарт.
Самостоятельное понятие «абсолютный слух» было введено в научный оборот во второй половине XIX в. немецким акустиком Х. Риманом, а в России широкое использование данного термина началось с теоретических работ Н. А. Римского-Корсакова. С тех пор абсолютный слух стал предметом научных исследований на стыке медицины, физики и теории музыки; в первую очередь это предмет когнитивной нейрофизиологии и музыкальной акустики.

## Распространённость абсолютного слуха
Процент людей, обладающих абсолютным слухом, очень различен в разных странах. В Европе, в том числе в России, Америке и на большой части остальных континентов среди граждан, не имеющих чего-либо необычного (для соответствующей страны) в происхождении или здоровье, такой человек, в среднем, один на десять тысяч. По своему повседневному поведению эти люди ничем не выделяются; среди них могут быть и музыканты, и представители далёких от музыки профессий.
В Юго-Восточной Азии и некоторых государствах центральной Африки обладатели абсолютного слуха составляют значительную долю населения. В этих странах говорят на тональных языках, когда каждый слог произносится с определённым тоном и высота звука используется для смыслоразличения в рамках слов/морфем. Примеры таких языков — китайский, вьетнамский, многие нигеро-конголезские. Целые народы, с рождения говорящие на тональных языках, могут обладать абсолютным слухом.
В настоящее время число «абсолютников» повсеместно увеличивается, что связано с трендом на раннее развитие — включая музыкальное — детей и с внедрением методик, способствующих появлению абсолютного слуха у дошкольников и младших школьников (но малоэффективных для взрослых).
Среди профессиональных музыкантов процент носителей абсолютного слуха всюду выше, чем в среднем по населению. В Европе и США это примерно 10-15 %, в странах с тональными языками (например, в консерваториях Китая) — порядка 60-70 %. Из выдающихся композиторов и исполнителей имели абсолютный слух многие: В. А. Моцарт, Л. ван Бетховен, К. Сен-Санс, С. Т. Рихтер, М. Л. Ростропович и другие. Некоторые крупные деятели поп-культуры — в их числе певцы М. Джексон и М. Кэри, гитарист Дж. Хендрикс — также являлись (являются) «абсолютниками». Однако и среди музыкантов этого уровня такой слух был не у всех: не обладали им, например, П. И. Чайковский, Р. Шуман, Дж. Леннон.  
Особой категорией лиц, характеризующейся высокой распространённостью абсолютного слуха, являются слепые от рождения, психогенетически больные с синдромом Вильямса, а также люди с проявлениями аутизма. Не являющимся в клиническом смысле аутистами европейским музыкантам с абсолютным слухом чаще, чем коллегам без такого слуха, присущи какие-либо аутистические черты характера.

## Физиология абсолютного слуха
К настоящему времени нет общепринятого научного ответа на вопрос о природе абсолютного слуха. Никаких анатомических отличий в «слуховом аппарате» обладателей такого слуха не обнаружено. Существует мнение, что предрасположенность к формированию абсолютного слуха имеется у большинства людей, но при отсутствии необходимости почти с рождения использовать различие частот (через ранний старт в музыке, восприятие языка, по медицинским причинам и т. п.) такая предрасположенность утрачивается. Есть мнения о генетической природе слуха и попытки конкретизации генов, за него ответственных.
Визуализация мозга посредством МРТ у людей с абсолютным слухом показала, что у них отмечается выраженная асимметрия между объёмами правой и левой височных областей. Кроме того, когда человек с абсолютным слухом называет слышимые ноты и интервалы, на МРТ наблюдается очаговая активация в определённых ассоциативных областях лобной коры, которые у лиц с относительным слухом активируются лишь при назывании интервалов.
Лишиться абсолютного слуха во взрослой жизни нельзя, он даже несколько обостряется за счёт постоянной тренировки. Вместе с тем, известны случаи утраты абсолютного слуха после ЧМТ, интоксикаций с поражением головного мозга и инсультов.
В пожилом возрасте некоторые обладатели абсолютного слуха испытывают «сдвиг» в ощущении частот где-то на полтона, всегда вверх, скажем, начинают воспринимать «ля» как «си-бемоль». На подобный сдвиг, нараставший с годами, жаловался, например, Рихтер. Этот эффект был объяснён сосудистыми изменениями с возрастом, но иногда ему предшествуют неврологические или аутоиммунные расстройства (которые при более тяжёлой форме могут вызвать и утрату слуха). 
Определённый аналог абсолютного слуха был обнаружен у ряда животных. Доказано, что, например, волки, мыши, частично птицы, киты используют частоту звука для ориентации в тех или иных условиях.

## Условия для развития абсолютного слуха
Важнейшим условием для формирования абсолютного слуха, помимо природной предрасположенности и/или тональной языковой среды в первые годы жизни, является раннее начало музыкальных занятий. Принципиально даже не систематическое обучение, а контакт с инструментом с фиксированным строем (как правило, фортепиано) и наличие взрослого человека, способного показать ребёнку ноты и их наименования. Процент лиц с абсолютным слухом резко снижается с ростом возраста начала таких занятий. Наличие абсолютного слуха у крупнейших музыкантов связано, в частности, с тем, что многие из них имели родителей-музыкантов и начали занятия в раннем детстве (3-4 года).
Социальные, расовые, половые, национальные и т. п. различия могут оказывать только косвенное влияние. Так, в более обеспеченной семье родители с большей вероятностью создадут ребёнку условия для музыкальных занятий. Девочек учат музыке чаще, чем мальчиков — но среди мужчин больше аутистов. Китаец по национальности, скорее всего, вырастает в окружении китайской речи, хотя если он вырастет в некитайской языковой среде, то будет иметь меньшие шансы на абсолютный слух, чем европеец, младенчество которого прошло в Юго-Восточной Азии.
Свидетельств достижения абсолютного слуха во взрослом возрасте нет. Однако при очень большой тренировке может быть выработан псевдоабсолютный слух — способность долго держать в голове звучание «опорной» ноты и определять другие ноты, пока это звучание помнится. Такая способность с годами появляется у любого опытного музыканта (существуют также специальные методики для развития данного навыка) и сохраняется некоторое время, но лишь люди со врождённым абсолютным слухом обладают этой способностью постоянно. Псевдоабсолютный слух теряется при прекращении занятий. Кроме того, установлено, что порядка 10 % людей (гораздо больше, чем распространённость абсолютного слуха) склонны напевать многократно звучавшие в эфире популярные песни в оригинальной тональности; данный факт свидетельствует о роли тренировки.
В середине 2010-х годов появились сведения о возможности обретения абсолютного слуха взрослым человеком под воздействием вальпроатов — медикаментов для лечения эпилепсии и биполярных расстройств. Приём таких веществ на некоторое время повышает нейропластичность мозга до уровня ребёнка, что облегчает запоминание звуков. Однако надёжность опубликованного результата исследований не бесспорна, а потенциальные побочные действия подобных препаратов весьма серьёзны.

## Плюсы и минусы обладания абсолютным слухом
Абсолютный слух — полезное качество для разных видов музыкальной деятельности. Особенно это касается исполнителей на струнных инструментах, таких как скрипка или виолончель, при игре на которых слух помогает ориентироваться в высоте нот без опоры на сопровождающее фортепиано. Наличие абсолютного слуха иногда специально акцентируется как свидетельство целесообразности обучения ребёнка на скрипке. В любом случае абсолютный слух облегчает освоение модуляций, выполнение многих видов музыкальных упражнений, особенно написание музыкальных диктантов (которое превращается в стенографирование). На начальном этапе занятий музыкой обладание абсолютным слухом придаёт спокойствие и чувство уверенности в себе: с ходу подбираются простые мелодии, повышаются оценки по сольфеджио, быстро настраивается гитара. Более важным, однако, является относительный, то есть интервальный, слух: умение распознать не сами ноты A и B, а характер звучания интервала. Это умение отрабатывается на всех уровнях — от ДМШ до консерватории, причём обладатели абсолютного слуха справляются с соответствующими заданиями легче: если не узнаётся звучание интервала, то человек с абсолютным слухом определяет входящие в него ноты и вычисляет, что за интервал звучит.
Но имеются и минусы, связанные с наличием абсолютного слуха. Создаётся дискомфорт при транспонировании музыкального произведения, так как для носителя такого слуха произведение ассоциировано с оригинальной тональностью. Бывали случаи, когда обладатель абсолютного слуха вообще не мог узнать знакомое сочинение, исполненное в иной тональности. У обладателя абсолютного слуха может возникать когнитивный диссонанс при написании и чтении партитуры с транспонирующими музыкальными инструментами, при игре на них, а также при переходе с инструмента одного строя на такой же другого строя (например, саксофон-альт — саксофон-тенор). При хоровом пении a cappella музыканту с абсолютным слухом бывает сложно адаптироваться к партнёрам, а лично его безупречное интонирование может вредить общему звучанию. Из-за абсолютного слуха получение эмоционального удовольствия от прослушивания музыки нередко подменяется «звукорегистраторством». Такое восприятие деталей (отдельных нот) в ущерб полному контексту (произведению в целом) характерно для аутизма и может выходить за пределы музыкальной сферы. Носителя абсолютного слуха могут раздражать нестандартная настройка инструментов, скажем при исполнении барочной музыки, и тем более старые нетемперированные строи. Абсолютному слуху может сопутствовать недостаточный фонематический слух, что осложняет понимание устной речи, особенно иностранной. Неврологами высказывались мнения, что развитие речевых навыков (на нетональном языке) сопряжено с подавлением абсолютного слуха.

## Заблуждения насчёт абсолютного слуха
Бытующим заблуждением является представление, что обладание абсолютным слухом — гарантия музыкальной гениальности. Иногда родители, обнаружив это качество у ребёнка, заставляют его заниматься музыкой, даже если нет ни особых склонностей, ни желания. Другая сторона этого же заблуждения — мнение, что без абсолютного слуха в музыке ничего серьёзного добиться нельзя (что опровергается хотя бы примерами П. И. Чайковского или Р. Вагнера).
Многие думают, что абсолютный слух необходим для настройки фортепиано. На самом же деле необходимости в нём нет, причём его наличие может даже осложнять работу настройщика, так как она связана с компромиссами: бывает, что инструмент нужно настраивать не в строгом соответствии с камертоном, а в самом верхнем и нижнем регистрах обычно вводятся отклонения от частот, вычисляемых для равномерной темперации.
Случается, что абсолютным слухом по ошибке называют некоторые другие способности различения звуков: способность определять разницу в высоте звуков при их прямом сравнении (относительный слух); способность слышать и различать очень тихие звуки (менее 10 дБ); способность слышать звук очень высокой частоты — ультразвук. Ни одна из указанных способностей не связана напрямую с понятием абсолютного слуха.
Некорректной является также синонимизация термина «абсолютный» применительно к слуху со словами «очень тонкий», «идеальный», поскольку абсолютный слух — это не высшая степень восприимчивости, а специфическая способность нестандартного детектирования звуков и обработки этой информации мозгом.